# Ali Tounsi
Pour les articles homonymes, voir Tounsi.
Ali Tounsi, né le 27 septembre 1937 à Metz en France et mort assassiné le 25 février 2010 à Alger, est un militaire algérien, directeur général de la sûreté nationale (DGSN).
Ali Tounsi, alias si El Ghaouti, était colonel de l'ex-sécurité militaire (SM) et ancien président de la fédération algérienne de tennis. Fils de Tounsi Tayeb, originaire de sidi Aissa et Mondovi (dréan wilaya de Annaba), et frère de Tounsi Mustapha (officier de L'ALN), il est nommé chef de la police nationale algérienne en mars 1995 par Liamine Zeroual, alors président du pays. Le 25 février 2010, il est abattu dans son bureau du quartier-général de la police à Alger, au cours d'une réunion, par le colonel Chouaïb Oultache, 66 ans, impliqué dans une affaire de corruption et de secret défense. Il est  inhumé le 26 février 2010 au cimetière d'El Alia à l'est d'Alger.

## Biographie
Né le 27 septembre 1937 à Metz (France), il rejoint très tôt le Maroc, à Meknès, où se trouvent son père, capitaine en retraite et son grand-père Abdelmajid Zemmouri, exploitant agricole. Membre de l'Union générale des étudiants musulmans algériens (UGEMA) et militant du Front de libération nationale (FLN), il participe à la grève générale des étudiants le 19 mai 1956, puis s'engage dans l'Armée de libération nationale (ALN) au sein de la wilaya V. Il y navigue dans le sillage d'Abdelhafid Boussouf et de Houari Boumédiène où il deviendra sous-lieutenant, dans la région de Sidi Bel Abbès. Il est membre du Ministère de l'Armement et des Liaisons générales (MALG). En 1959, il est fait prisonnier par l'armée française et intégré au Commando Georges.
Après l'indépendance, il travaille au sein de la sécurité militaire qu'il quitte au milieu des années 1980 avec le grade de colonel.
Le 5 mars 2021, Chouaïb Oultache, accusé de l'assassinat d'Ali Tounsi, est condamné à la prison à perpétuité, peine confirmée en appel en janvier 2024.

### Décoration
- Médaillé de l’Ordre du mérite national, de l’Armée de libération nationale (ALN), de l’Armée nationale populaire (ANP) et du Mérite militaire.